# Дергач, Константин Сергеевич
Константин Сергеевич Дергач (10 марта 1897, село Мариенполь, Харьковская губерния, ныне село Дубовое, Близнецовский район, Харьковская область — 27 апреля 1945, Берлин) — советский военачальник, генерал-майор артиллерии (11 июля 1945), участник Гражданской и Великой Отечественной войн.

## Биография
В РККА с 20 марта 1918 года. Член ВКП(б) с 1930 года (п/б № 0467487).
Участник Гражданской войны: с марта 1918 года — командир батареи Троицкого партизанского отряда. С октября 1918 года — командир батареи 3-го дивизиона 30-й стрелковой дивизии Восточного фронта. С февраля 1919 года — слушатель Курсов командиров при штаба Восточного фронта. С августа 1919 года — начальник связи, с декабря 1920 года — помощник командира батареи, с июля 1922 года — командир взвода 51-го легкого артиллерийского дивизиона 51-й стрелковой дивизии.
С февраля 1923 года — слушатель Одесской артиллерийской школы. С августа 1925 года — начальник связи, с октября 1927 года — помощник командира батареи, с мая 1929 года — командир батареи, с ноября 1930 года — командир учебной батареи 2-го корпусного артиллерийского полка. С ноября 1931 года — слушатель АКУКС ЛВО в г. Пушкин. С июня 1932 года — адъюнкт АКУКС ЛВО. С июля 1933 года — командир дивизиона 9-го корпусного артиллерийского полка СКВО. С марта 1938 года — преподаватель тактики, с 31 октября 1939 года — старший преподаватель тактики, с декабря 1939 года — помощник командира дивизиона Московского артиллерийского училища.
С 3 августа 1941 года — командир 854-го артиллерийского полка. С 15 апреля 1942 года — заместитель командира — начальник артиллерии 286-й стрелковой дивизии 54-й армии Ленинградского фронта. Он участвовал в Тихвинской стратегической наступательной операции по обороне Ленинграда.
С 6 июня 1942 года — начальник артиллерии 265-й стрелковой дивизии. С 7 июня 1943 года — начальник штаба артиллерии 35-го стрелкового корпуса. В 1943 году участвовал в операции по форсированию реки Десна.
С 27 июня 1943 года — командующий артиллерией 35-го стрелкового корпуса. В боях за Берлин он был смертельно ранен.
Умер 27 апреля 1945 года под Берлином. Изначально он был похоронен в городе Кюстрин, но затем был перезахоронен в город Москва на Донском кладбище.
Воинские звания
Майор (1938);
Подполковник (24.01.1942);
Полковник (16.01.1943);
Генерал-майор артиллерии (11.07.1945).

## Награды[1]
- Орден Ленина (21.02.1945);
- 3 Ордена Красного Знамени (17.04.1942; 06.11.1943; 03.11.1944)[2];
- Орден Кутузова II степени (23.07.1944)[3]
- Орден Отечественной войны I степени (18.02.1945)[4];
- Медаль «XX лет Рабоче-Крестьянской Красной Армии» (22.02.1938);
- Медаль «За победу над Германией в Великой Отечественной войне 1941—1945 гг.» (09.05.1945);
- Медаль «За оборону Ленинграда» (22.12.1942);
- Медаль «За взятие Берлина» (09.06.1945);
- Медаль «За взятие Кёнигсберга» (09.06.1945).